# The Pagan Prosperity
The Pagan Prosperity drugi je studijski album norveškog black metal-sastava Old Man's Child. Album je 18. kolovoza 1997. godine objavila diskografska kuća Century Media Records.

## Popis pjesama
Tekstovi i glazba: Galder. 
| 1.    | »The Millennium King«           | 5:28 |
| 2.    | »Behind the Mask«               | 3:57 |
| 3.    | »Soul Possessed«                | 4:03 |
| 4.    | »My Demonic Figures«            | 3:58 |
| 5.    | »Doommaker«                     | 3:38 |
| 6.    | »My Kingdom Will Come«          | 4:35 |
| 7.    | »Return of the Night Creatures« | 5:34 |
| 8.    | »What Malice Embrace«           | 5:13 |
| 36:26 |                                 |      |

## Zasluge
Old Man's Child
- Galder – vokali, gitara, sintesajzer
- Tony Kirkemo – bubnjevi
- Gonde – bas-gitara, prateći vokali
- Jardar – gitara

Dodatni glazbenici
- J. Lohngrin Cremonese – dodatni vokali (na pjesmama 1, 5 i 7), produkcija, inženjer zvuka, miksanje

Ostalo osoblje
- Carsten Drescher – raspored ilustracija, dizajn
- Christian Silver – produkcija, inženjer zvuka, miksanje
- O. Recker – fotografija
- Christophe Szpajdel – logotip